# Ріпнянське нафтове родовище
Ріпнянське нафтове родовище — належить до Бориславсько-Покутського нафтогазоносного району Передкарпатської нафтогазоносної області Західного нафтогазоносного регіону України. Розташоване у Рожнятівському районі Івано-Франківської області на відстані 13 км від м. Рожнятів. Це одне з найстаріших родовищ в Україні — видобуток нафти розпочато ще у 1786 році копанковим методом.

## Історія родовища
За свідченнями Генрі де Сізанкура перший колодязь на нафту глибиною близько 20 ліктів був викопаний у 1786 році поблизу природних виходів нафти на денну поверхню у березі струмка Ріпний посеред села. Перша свердловина глибиною понад 80 м канатно-ударним методом була пробурена у 1887 році за гроші власника Скарбничої фундації Блюменкрона. Після ретельних геологічних досліджень району англійськими гірничими інженерами Перкінсом та МакІнтошем бурові роботи були продовжені і вже у 1892 році на промислі добували нафту 11 свердловин, більшість яких належали французькому акціонерному товариству «Alfa».

## Геологічна будова
Родовище належить до першого ярусу складок центральної частини Бориславсько-Покутської зони. Всього на родовищі пробурено 266 свердловин. Західно-Ріпнянська складка — асиметрична антикліналь північно-західного простягання. Між нею та Східно-Ріпнянською складкою знаходиться структура Клин, яка є підкинутим півд.-зах. крилом Східно-Ріпнянської складки. Поперечними розломами амплітудою 100-200 м складки розбиті на блоки. 

## Розробка родовища
Поклади пластові, склепінчасті, тектонічно екрановані та літологічно обмежені. Режим Покладів пружний та розчиненого газу. На 1.01 1994 р. родовище знаходилось на завершальній стадії розробки. Запаси (підраховані у 1950 р.) початкові видобувні категорій А+В+С1: нафти — 924 тис. т; розчиненого газу — 34 млн. м³. Густина дегазованої нафти 822-842 кг/м³. Вміст сірки у нафті до 0,64 мас.%. 